# Rhachisphora oblongata
Rhachisphora oblongata es un hemíptero de la familia Aleyrodidae, con una subfamilia: Aleyrodinae.
Fue descrita científicamente por primera vez por Ko, Wu & Chou en 1998.